# Museo de Sóller
El Museo de Sóller es un museo multidisciplinario situado en Sóller (Mallorca, Islas Baleares, España). Está dedicado a la arqueología, la etnología, la pintura y la cerámica.
Está situado en can'n Mo, una casa señorial construida en 1740. Organiza exposiciones, conciertos y conferencias. Fue fundado en 1958.